# L'Adoration des bergers (Crivelli)
Pour les articles homonymes, voir L'Adoration des bergers.
L'Adoration des bergers est une peinture a tempera et fond d'or sur panneau de bois de 37 × 51 cm réalisée par Carlo Crivelli  vers 1490-1492 et conservée au musée des Beaux-Arts de Strasbourg.

## Histoire
De provenance inconnue, ce petit tableau sur bois est à mettre en relation avec La Nativité de la prédelle de La Vierge à l'hirondelle de Matelica, où saint Joseph a la même attitude et l'étable est similaire avec des ustensiles de cuisine. Il a été acquis à Florence par Wilhelm von Bode pour le musée de Strasbourg, du temps où l'Alsace faisait partie de l'Empire allemand. Son attribution a été disputée, ainsi Karl Loeser avait des doutes sur son authenticité (1896), tandis que Drey évoquait un fantomatique « Maître de l'Adoration de Strasbourg ». Aujourd'hui les doutes sont bien levés et il s'agit bien d'une œuvre authentiquement autographe, de la phase tardive de l'artiste, comme l'affirme l'historien d'art Zampetti qui le définit comme « un petit chef-d'œuvre ».

## Description
L'étable de la Nativité de Jésus, en forme de masure de bois, est ouverte et soutenue par des troncs plantés dans le sol, avec une description minutieuse des objets d'usage quotidien (vaisselle et torchon). L'Enfant Jésus est posé inerte au sol sur un pan de tissu bleu du manteau de la Vierge, la tête en arrière de la perspective, ce qui rappelle les fresques de Mantegna à la chapelle Ovetari. Autour de lui se trouvent tous les personnages en adoration : la Vierge agenouillée les mains jointes, Joseph assis le regard en bas, comme préoccupé, le bœuf et l'âne, ainsi que l'ange debout à droite qui le montre à un berger d'âge mûr tenant un bâton et esquissant un geste de surprise. Derrière la scène et en arrière-plan, l'on aperçoit d'autres bergers avec leurs moutons dont l'un avec son chien, attirés par le chœur angélique miraculeusement apparu dans le ciel. Le mur en ruine à gauche symbolise l'effondrement du paganisme. 
La cité entourée de remparts au fond est Bethléem, mais inspirée d'Ascoli Piceno, avec des souvenirs de l'Antiquité, comme la colonne et la statue dorée, monument des plus célèbres de Constantinople ; à droite, le paysage monte sur une colline, traversé par un chemin sinueux, entre buissons et jeunes arbres. La scène est imprégnée de reflets dorés qui contrastent avec le sens du réalisme vif de certains détails et l'expressivité des physionomies, en particulier chez les bergers surpris.